# Igreja Presbiteriana de Sylhet
A Igreja Presbiteriana de Sylhet (IPS) ou Sínodo Presbiteriano de de Sylhet (em Inglês Sylhet Presbyterian Synod)  é uma denominação reformada e evangélica no Bangladesh, constituída em 1905, como resultado de missões da Igreja Presbiteriana de Gales na região de Sylhet.

## História
As igrejas presbiterianas são oriundas da Reforma Protestante do século XVI. São as igrejas cristãs protestantes que aderem à teologia reformada e cuja forma de organização eclesiástica se caracteriza pelo governo de assembleia de presbíteros. O governo presbiteriano é comum nas igrejas protestantes que foram modeladas segundo a Reforma protestante suíça, notavelmente na Suíça, Escócia, Países Baixos, França e porções da Prússia, da Irlanda e, mais tarde, nos Estados Unidos.
Na década de 1840, missionários da Igreja Presbiteriana de Gales chegaram na região de Sylhet. A partir das missões, alguns bengaleses se converteram e igrejas foram estabelecidas. Em 1905, foi organizada a Igreja Presbiteriana de Sylhet (IPS). A denominação cresceu, se espalhou pela Índia. Após a partição do país, a maior parte da denominação ficou em Bangladesh.
Depois da partição, a maior parte dos membros pertence à população de minorias étnicas (Khasi, Garo e Santal).